# Pini-Haus

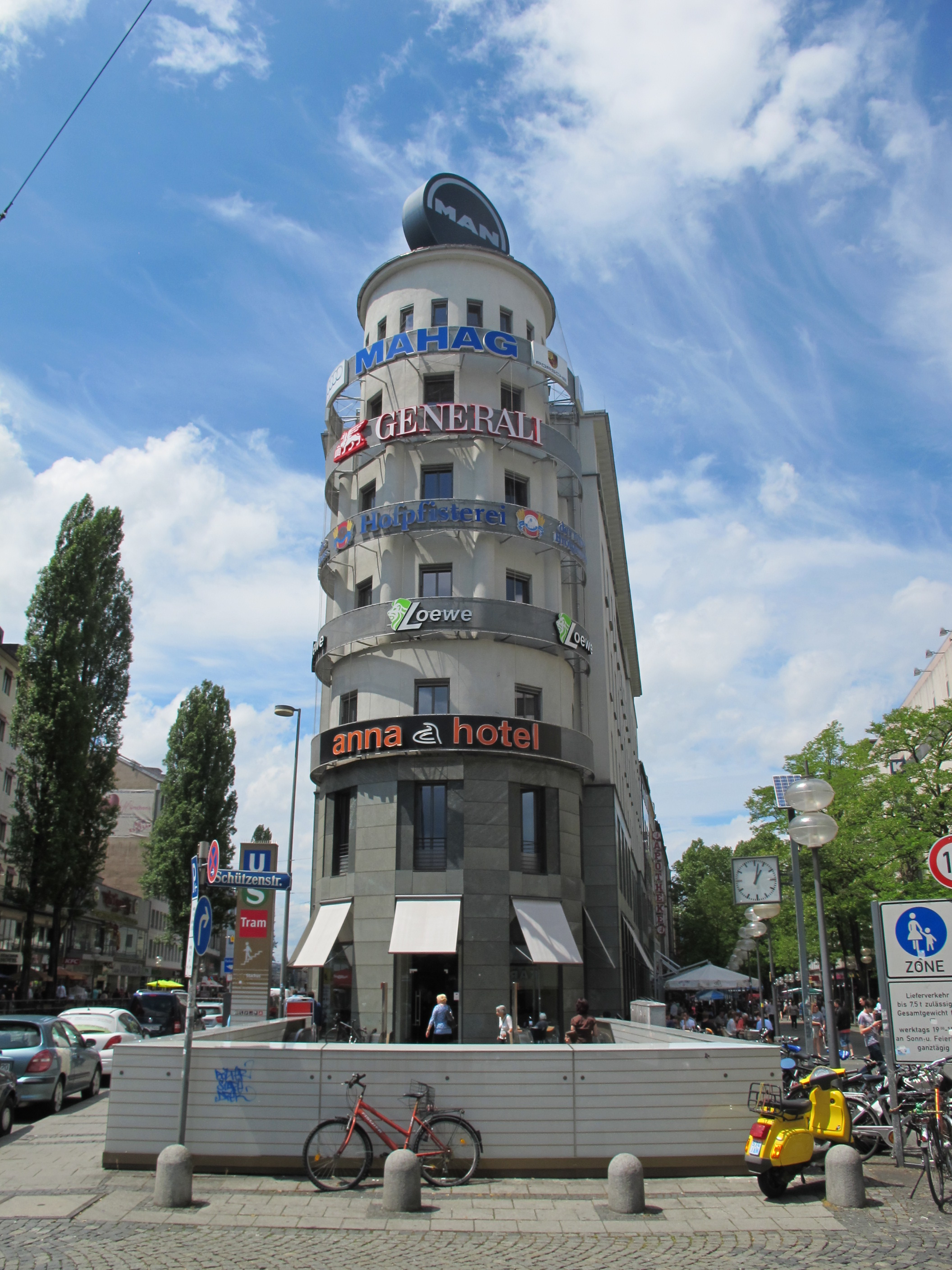
Das Pini-Haus, vom Stachus gesehen (Juni 2015)

Das Pini-Haus in München, auch unter dem Namen Imperial-Haus bekannt, ist ein siebengeschossiger Bau auf dem dreieckigen Grundstück Schützenstraße 1 am Stachus. Das Gebäude steht an der Straßengabelung zwischen Schützen- und Bayerstraße und ist an der spitzen Ecke abgerundet.

## Geschichte
Das Haus wurde von dem Architekten Joseph von Schmaedel als Massivbau in Mauerwerk mit Holzbalkendecken entworfen und 1877 fertiggestellt. 1907 wurde es erstmals saniert und die Holzbalkendecken durch Decken aus Stahlbeton ersetzt, Stahlstützen wurden mit Beton ummantelt und ein Flachdach anstelle des bisherigen Satteldachs aufgesetzt. Weitere Umbauten erfolgten 1933 und von 2000 bis 2002.
Seinen ursprünglichen Namen Imperial-Haus erhielt das Gebäude nach dem Café Imperial, das dort bewirtschaftet wurde. Später wurde es in Pini-Haus umbenannt, nachdem das Optikergeschäft Pini Optik dort eingezogen war. Es gab im Haus seit Anfang des 20. Jahrhunderts ein Kino, das Imperial-Kino genannt wurde. Während des Zweiten Weltkriegs war es Münchens größtes Soldatenkino und hatte 24 Stunden am Tag geöffnet. Aufgrund der vielen Leuchtreklamen sagte man, dass das Haus Times Square feeling nach München bringe. Nach dem Krieg nutzte die Nachrichtenagentur Associated Press zeitweise die Räume im sechsten Obergeschoss.
Nach einem Brand wurde das Gebäude um die Jahrtausendwende aufwändig restauriert und beherbergt seitdem ein Hotel und ein Restaurant.